# Marilyn Manson: Giras independientes
Las Giras Independientes de Marilyn Manson fueron conciertos que el cantante Marilyn Manson presentó de 1990 a 1994. Se trató de los primeros tours de Manson, en esa época bajo el nombre de Marilyn Manson & The Spooky Kids. En eso entonces, Manson todavía no era reconocido mundialmente, por lo que visitó varios lugares en Florida, como Fort Lauderdale, Boca Raton, Miami Beach, Hallandale Sur y Davie, entre varios otros lugares de una sola noche.

## Banda
- Marilyn Manson: Vocalista
- Daisy Berkowitz: Guitarrista
- Olivia Newton Bundy, Gidget Gein, Twiggy Ramirez: Bajo
- Zsa Zsa Speck, Madonna Wayne Gacy: Teclado
- Yamaha RX-8, Sara Lee Lucas: Tambores

## Canciones
Durante los primeros 2 años, The Spooky Kids interpretaron varias canciones que habían escrito durante sus presentaciones. Entre las más famosas y las que más tocaron fueron:
1. "Cake and Sodomy"
2. "Learning to Swim"
3. "White Knuckles"
4. "Suicide Snowman"
5. "Lunchbox"
6. "Dope Hat"
7. "My Monkey"
8. "Misery Machine"

A finales de la gira, el grupo también agregó otras canciones para promocionar su próximo y primer álbum de estudio Portrait of an American Family. Varias de ellas:
1. "Get Your Gunn"
2. "Filth"
3. "Suicide Snowman"
4. "Dope Hat"
5. "White Knuckles"
6. "Sweet Tooth"
7. "Wrapped in Plastic"
8. "Lunchbox"
9. "Choklit Factory"
10. "Misery Machine"
11. "Thrift"
12. "Cake and Sodomy"
13. "Dune Buggy"